# Віталізм (мистецтво)
Віталізм або вітаїзм (лат. vitalis — життєвий) — стильова філософська течія у багатьох літературних напрямах першої половини XX ст., філософською основою якої було ніцшеанство і бергсонізм.

Ще античні філософи наділяли живі організми особливою, нематеріальною життєздатністю. У першій половині ХХ століття виникла стильова течія в мистецтві, що пропагувала рух життя, виправдовуючи неморальні вчинки потребами організму.

Саме такому розумінню «життя» протиставляв свою доктрину «романтики вітаїзму» Микола Хвильовий та інші представники українського модернізму. Це було теоретичне обґрунтування стилю нової доби «відродження».

## Притаманні ознаки
- утвердження життєздатності нації;
- незнищенність волелюбного духу народу;
- оспівування життєвості героя;
- поклоніння творчим началам буття.